# Іванівка (Березівська сільська громада)
Іва́нівка — село в Україні, у Березівській сільській територіальній громаді Житомирського району Житомирської області. Населення становить 1 637 осіб (2001).

## Населення

### Мова
Розподіл населення за рідною мовою за даними перепису 2001 року:
| Мова            | Кількість | Відсоток |
| --------------- | --------- | -------- |
| українська      | 1577      | 96.33 %  |
| російська       | 46        | 2.81 %   |
| циганська       | 11        | 0.67 %   |
| білоруська      | 1         | 0.06 %   |
| інші/не вказали | 2         | 0.13 %   |
| Усього          | 1637      | 100 %    |

## Історія
Поблизу Іванівки виявлено слов'янські кургани VI—VII століття.
Село відоме з 1908 року.
До 7 червня 1946 мало назву хутір Янушевича, що до 1923 року входив до складу Троянівської волості Житомирського повіту. Сучасна Іванівка розташована також і на території колишнього села Плоска (не значиться з жовтня 1941 року).
Назву Янушевичі хутір отримав від прізвища власників, родини Янушевичів, які придбали землі в другій чверті XIX століття.
На території села розміщувався радгосп «Тетерівка».
З 1934 року промислова артіль ім. Сталіна, розпочала виробництво виробів із лози. У 1961 році отримала нову назву — «Іванівська фабрика лозових меблів».
Село постраждало внаслідок геноциду українського народу, проведеного урядом СРСР у 1932—1933 роках. На сьогодні встановлено імена загиблих від голодомору 12 чоловік у селі Янушевичі та 7 у селі Плоска.
Під час німецько-радянської війни на фронт пішло 85 жителів села, 44 з них загинули, 42 — нагороджені орденами й медалями СРСР.
На околиці Житомира у січні 1942 — грудні 1943 роках німецькі окупанти влаштували табір Шталаг 358. Неподалік села є братська могила 760 розстріляних в'язнів.
У ході Київської наступальної операції, 1-й гвардійський кавалерійській корпус (у складі 1-го Українського фронту), заволодівши 12 листопада 1943 року містом Житомиром, впродовж 12:00—14:00 години 13 листопада зайняв рубіж Янушевичі, Альбинівка, хутір Вила, Пряжів, Скоморохи, Бистрі. За неповними даними, було знищено близько тисячі солдатів та офіцерів противника.
14 листопада 1943 року частини 7-ї гвардійської кавалерійської дивізії (1-й гвардійський кавалерійський корпус) зайняли Янушевичі та відбивали атаки противника в ході Київської оборонної операції.
У центрі села, неподалік фабрики «Мрія» розташована братська могила 8 воїнів, загиблим у визвольних боях у період з липня 1941 по січень 1944.
12 червня 2020 року, відповідно до розпорядження Кабінету Міністрів України № 711-р «Про визначення адміністративних центрів та затвердження територій територіальних громад Житомирської області», територію та населені пункти Іванівської сільської ради Житомирського району включено до складу Березівської сільської територіальної громади Житомирського району Житомирської області.